# Senticaudata
Senticaudata es uno de los seis subórdenes actualmente reconocidos de los crustáceos anfípodos, incluyendo unas 5.100 especies descritas.
Una de las sinapomorfías de este grupo es la presencia de unas setas o sedas apicales y de apariencia robusta en los urópodos 1 y 2.

## Taxonomía
Actualmente se reconocen dentro del suborden Senticaudata seis infraórdenes que engloban ocho parvórdenes y varias superfamilias:
- Infraorden Bogidiellida
  - Parvorden Bogidiellidira
    - Bogidielloidea
- Infraorden Carangoliopsida
  - Parvorden Carangoliopsidira
    - Carangoliopsoidea
- Infraorden Corophiida
  - Parvorden Corophiidira
    - Aoroidea
    - Cheluroidea
    - Chevalioidea
    - Corophioidea
    - Exampithoinae

  - Parvorden Caprellidira
    - Aetiopedesoidea
    - Caprelloidea
    - Isaeoidea
    - Microprotopoidea
    - Neomegamphoidea
    - Photoidea
    - Rakirooidea
- Infraorden Gammarida
  - Parvorden Crangonyctidira
    - Allocrangonyctoidea
    - Crangonyctoidea

  - Parvorden Gammaridira
    - Gammaroidea
- Infraorden Hadziida
  - Parvorden Hadziidira
    - Calliopioidea
    - Hadzioidea
- Infraorden Talitrida
  - Parvorden Talitridira
    - Biancolinoidea
    - Caspicoloidea
    - Kurioidea
    - Talitroidea